# 귤현역
귤현역(橘峴驛, Gyulhyeon station)은 대한민국 인천광역시 계양구에 있는 인천교통공사 인천 도시철도 1호선의 전철역이다. 이 역부터 계양역까지 지상 구간이다.

## 역명 유래
주변 지명은 본래 굴재 또는 굴현(屈峴)이었는데, 계양산의 북동쪽 능선이 신의주고개(시루지고개)를 거쳐 동쪽에 형성된 형제봉 동쪽을 구부러진 채로 지나간다고 해서 붙여졌다. 일제강점기였던 1914년에 부군면 통폐합을 하면서 일본인 관리들이 굴재를 '귤재'로 잘못 알아듣고 한자로 표기하면서 귤현이 되었다.

## 구조
지상 2층 규모의 지상역(선상역)이다. 1층에 승강장이, 2층에 맞이방과 개찰구 등 시설이 위치하며, 이외에 국제업무지구 방면 승강장과 외부를 바로 잇는 개찰구가 추가로 개설되어 있다. 역 외부와 맞이방, 또한 맞이방과 승강장은 계단과 에스컬레이터로 연결되어 있다. 출구는 장제로 방향으로 1곳이 개설되어 있다.
귤현차량사업소가 인근에 있으며, 계양 뱡면 승강장 남단에 차량기지와 이어지는 인천교통공사 직원 전용 통로가 있다.

### 승강장
2면 2선의 상대식 승강장으로, 스크린도어가 설치되어 있다. 개통 당시에는 역사 가까이 이외에는 노천에 노출되어 있었으나, 스크린도어 설치와 함께 지붕과 벽이 설치되었다. 별도의 승강장 번호는 부여되어 있지 않다.
| 계양 ↑   |
| 하 \| 상 |
| ↓ 박촌   |

| 상행 | ● 인천 도시철도 1호선 | 계양 · 아라 · 신검단중앙 · 검단호수공원 방면                             |
| 하행 | ● 인천 도시철도 1호선 | 계산 · 경인교대입구 · 부평구청 · 부평 · 인천시청 · 송도달빛축제공원 방면 |

## 역사
본래 최초 개통 구간에 포함되지 않았던 역으로, 인근 지역 주민들의 계속적인 요청에 따라 조기 착공되어 나머지 구간보다 약 2개월 늦은 1999년 12월 7일 개통되었다.
개통 당시에는 열차 자동 운전에 필요한 설비가 설치되지 않았다. 박촌역을 출발한 귤현행 열차는 선로가 지상으로 나오는 직전 지점에서 일단 정지한 뒤, 신호 장비를 기지 모드로 전환한 뒤 기관사의 수동 운전으로 서행하여 역에 정차하는 방식으로 운행되었고, 이 때문에 박촌역에서 귤현역까지의 소요 시간은 거리에 비해 긴 4분 30초였다. 귤현역에서 출발하는 열차는 수동 운전으로 서행 출발한 뒤 자동 운전이 가능한 구간에 들어서면 정차 없이 자동 운행을 시작, 가속하여 박촌역 이후 구간을 운행했다. 이러한 운행 형태는 계양역 연장과 함께 자동 운전 관련 설비가 설치되며 해소되었다.
개통 당시에는 역 북쪽의 현 본선 부지에 인상선 2선과 분기기(시저스 크로스오버)가 있었으며, 여기에서 열차가 회차하였다. 계양역 연장 공사 중에는 임시로 인상선 1선이 본선 부지 옆에 설치되어 회차에 사용되었으며, 계양역까지의 열차 시운전이 개시된 2006년에는 분기기와 인상선 모두 철거되어, 귤현역은 회차 기능을 상실하였다.
- 1994년 3월 19일: “귤현역”으로 역명 결정[4]
- 1999년 12월 7일: 귤현 ~ 동막 구간 개통
- 2007년 3월 16일: 귤현 ~ 계양 구간 연장 개통으로 귤현행 열차 폐지,박촌,계양행만 운영
- 2014년 8월 30일: 스크린도어 완공

## 출입구 신설 문제
이 역 동쪽에는 도시철도 착공 이전부터 자연촌락인 귤현동마을이 위치하였으며, 이후 2004년부터 해당 구역에 귤현구역 도시개발사업이 시행되면서 역세권 인구가 증가하였다. 그러나 귤현역은 이 구역에서 보았을 때 귤현차량사업소를 끼고 서쪽에 위치하여, 해당 구역 주민들이 귤현역을 이용하기 위해서는 도보나 시내버스 등을 통해 차량기지 주위를 따라 빙 둘러갈 수밖에 없다. 이에 차량기지를 건너 귤현역으로 바로 갈 수 있는 통로를 지역 주민들이 지속적으로 요구하고 있으나, 보안시설인 차량기지를 통과하는 문제나 사업 비용 등을 이유로 2018년까지 구체적인 추진은 이루어지지 않고 있다.

## 역 주변,굴현꿈나무어린이집
- 계양중학교
- 귤현택지지구
- 인천귤현초등학교
- 인천교통공사 귤현차량사업소
- 계양센트레빌

## 이용객 변동
| 노선      | 노선   | 일평균 인원수 (명/일) | 일평균 인원수 (명/일) | 일평균 인원수 (명/일) | 일평균 인원수 (명/일) | 일평균 인원수 (명/일) | 일평균 인원수 (명/일) | 일평균 인원수 (명/일) | 일평균 인원수 (명/일) | 일평균 인원수 (명/일) | 일평균 인원수 (명/일) | 각주  |
| 노선      | 노선   | 2003년                | 2004년                | 2005년                | 2006년                | 2007년                | 2008년                | 2009년                | 2010년                | 2011년                | 2012년                | 각주  |
| --------- | ------ | --------------------- | --------------------- | --------------------- | --------------------- | --------------------- | --------------------- | --------------------- | --------------------- | --------------------- | --------------------- | ----- |
| 인천1호선 | 승차   | 1,397                 | 1,604                 | 2,175                 | 2,117                 | 1,510                 | 1,252                 | 1,184                 | 1,361                 | 1,420                 | 1,383                 | [ 6 ] |
| 인천1호선 | 하차   | 1,450                 | 1,719                 | 2,279                 | 2,174                 | 1,645                 | 1,457                 | 1,359                 | 1,502                 | 1,569                 | 1,551                 | [ 6 ] |
| 인천1호선 | 승하차 | 2,847                 | 3,332                 | 4,454                 | 4,291                 | 3,154                 | 2,709                 | 2,543                 | 2,863                 | 2,990                 | 2,934                 | [ 6 ] |
| 노선      | 노선   | 2013년                | 2014년                | 2015년                | 2016년                | 2017년                |                       |                       |                       |                       |                       | [ 6 ] |
| 인천1호선 | 승차   | 1,026                 | 1,036                 | 1,091                 | 1,262                 | 1,191                 |                       |                       |                       |                       |                       | [ 6 ] |
| 인천1호선 | 하차   | 1,221                 | 1,185                 | 1,307                 | 1,471                 | 1,432                 |                       |                       |                       |                       |                       | [ 6 ] |
| 인천1호선 | 승하차 | 2,247                 | 2,221                 | 2,398                 | 2,734                 | 2,623                 |                       |                       |                       |                       |                       | [ 6 ] |

## 인접한 역
| 인천 도시철도 1호선         | 인천 도시철도 1호선   | 인천 도시철도 1호선             |
| --------------------------- | --------------------- | ------------------------------- |
| I110 계양 검단호수공원 방면 | ● 인천 도시철도 1호선 | I112 박촌 송도달빛축제공원 방면 |